# Marisa Drummond
Marisa Bosman, conocida popularmente como Marisa Drummond, es una actriz y directora sudafricana. Es más conocida por su actuación en las series Elke Skewe Pot, Stom e Isidingo.

## Biografía
Bosman nació el 3 de mayo de 1980 en Bloemfontein, Sudáfrica. Se graduó con una licenciatura en Arte Dramático y Teatro de la Universidad del Estado Libre. Luego se mudó a Johannesburgo para seguir su carrera como actriz.

## Carrera profesional
Su primer protagónico en televisión se dio en la comedia de situación de kykNET Hester & Ester Bester interpretando a 'Ester', una instructora de baile en la escuela de baile Marthur Curry. La serie tuvo 52 episodios en 2010. Luego se unió a distintas series de televisión como Villa Rosa y Geraamtes. Apareció como invitada en un episodio de la serie de viajes de SABC2 Mooiloop! en 2013 y en programas de televisión como Begeertes, Dof en Dilly Poppie y Sterlopers.
También, ha participado en producciones teatrales como The Sound of Music, My Fair Lady, Fiddler on the Roof y Ons vir Jou y en la producción de Broadway Theatre Thoroughly Modern Millie. En 2016, debutó como directora con el cortometraje Spoor (loos). En el mismo año, protagonizó la serie de televisión  Fluiters. Luego se unió al elenco de la telenovela Isidingo como 'Kimberly Lewis-Haines' y como 'Alexa' en la producción de kykNET Binnelanders, en 2013. Por su actuación en esa última, ganó el premio inaugural Royalty Soapie a la villana femenina sobresaliente 2014.

## Filmografía

### Como actriz
| Año  | Película                               | Papel               | Tipo                | Ref.  |
| ---- | -------------------------------------- | ------------------- | ------------------- | ----- |
| 2007 | Hester y Ester Bester                  | Ester               | Serie de televisión |       |
| 2012 | Uit die kaskenades ... 'n skewe uitkyk | Rina Moffet         | Película            |       |
| 2014 | Sterlopers                             | Lienka Greeff       | Serie de televisión |       |
| 2014 | Stom                                   | Esposa              | Cortometraje        |       |
| 2015 | Forsaken                               | Jacqui Olwage       | Película            |       |
| 2016 | Fluiters                               | Sandra 'Sandy' Roos | Serie de televisión |       |
| 2016 | Spoor (loos)                           | Sra. De Jager       | Cortometraje        |       |
| 2016 | Eintlik Nogal Baie                     | Ally Swartz         | Video corto         | [ 3 ] |
| 2016 | Actually Quite a Lot                   | Ally Schwartz       | Película            | [ 4 ] |
| 2017 | Nul es nie niks nie                    | Barbara Ferreira    | Película            | [ 3 ] |
| 2017 | Elke Skewe Pot                         | Wilma de Bruin      | Serie de televisión |       |
| 2017 | ¡Oh Vet!                               |                     | Película            |       |
| 2022 | Residente Evil                         | Guardia             | Serie de Televisión | [ 5 ] |

### Como directora
| Año  | Película               | Tipo                   |
| ---- | ---------------------- | ---------------------- |
| 2016 | Spoor (loos)           | Cortometraje           |
| 2019 | Bottervisse en die jêm | Película de televisión |
| 2019 | Playboyz               | Película de televisión |
| 2019 | Soek jy 'n lift        | Película de televisión |

## Vida personal
Está casada con Christopher Drummond. Después del nacimiento de su hija, sufrió depresión posparto. Desarrolló preeclampsia en el último trimestre del embarazo. Entró en trabajo de parto semanas antes de la fecha esperada y tuvo que someterse a una cesárea de emergencia.